# Irene Paleóloga (emperatriz de Bizancio)
Irene Paleóloga (fallecida después de 1356) fue emperatriz bizantina consorte como esposa de Mateo Cantacuceno.

## Biografía
Era hija del déspota Demetrio Paleólogo y su esposa Teodora. Sus abuelos paternos fueron el emperador Andrónico II Paleólogo y su segunda esposa Irene de Montferrato. Los tíos paternos de Irene incluían a Miguel IX Paleólogo  a Teodoro I de Montferrato. Por parte materna, una de sus tías era Simonida, reina consorte de Serbia por su matrimonio con el rey Esteban Uroš II Milutin.
Estaba casada con el general Mateo Cantacuceno. El 26 de octubre de 1341, su suegro Juan VI se autoproclamó emperador en Didimótico, al norte de la actual Grecia. Mientras, su rival Juan V Paleólogo reinaba desde Constantinopla. El hecho llevó a una guerra civil entre ambos pretendientes bizantinos que se extendió hasta febrero del año 1347, cuando los dos llegaron a un acuerdo de cogobernar juntos, priorizando en puesto Juan VI como emperador principal y Juan V como coemperador.
El 15 de abril de 1353, Mateo fue declarado coemperador y el conflicto entre Juan V y Juan VI se reinició por lo que fue visto como un intento de Juan VI de asegurar su sucesión. Irene se convirtió así en la tercera emperatriz consorte junto con su suegra Irene Asanina (esposa de Juan VI) y su cuñada Helena Cantacucena (esposa de Juan V).
El 4 de diciembre de 1354, Juan VI abdicó. Junto a su mujer se retiraron a monasterios separados mientras Juan V aseguraba el control de Constantinopla. Mateo pudo mantener su título y parte de Tracia como su propio dominio. En febrero de 1356, él e Irene fueron capturados por las fuerzas serbias y permanecieron en cautiverio hasta que fueron entregados a Juan V en diciembre de 1357. Mateo se vio obligado a abdicar e Irene dejó de ser considerada emperatriz. No quedó registrada la fecha de su muerte.
La Historia de Juan VI Cantacuceno registra el matrimonio de Irene con Mateo Cantacuceno en el año 1340, teniendo al menos cinco hijos:
- Juan Cantacuceno (c. 1342 - después de 1361). El primogénito. Llegó a ser déspota como su abuelo materno.
- Demetrio I Cantacuceno (c. 1343-1383). Fue sebastocrátor. Gobernó brevemente el Despotado de Morea.
- Teodora Cantacuceno. Fue la hija mayor del matrimonio. La Historia registra que fue educada por su abuela paterna Irene Asanina, bajo el nombre monástico de Eugenia. Se presume que ella misma se convirtió en monja.
- Helena Asanina Cantacucena. Se casó con Luis Fadrique, cuarto conde de Salona. Se desempeñó como regente de Salona desde 1382 hasta 1394.
- María Cantacuceno. Se casó con Juan Laskaris Caloferos, un hombre de rango senatorial del Reino de Chipre.
- Teodoro Cantauceno (después de 1361-1410). No se confirmó si fue fruto del matrimonio o hijo de Demetrio, y por tanto nieto -y no hijo- de Irene. Como personaje histórico existió y fue embajador en Francia y Venecia.[2]